# 東清寺
東清寺（とうせいじ）は、東京都墨田区にある曹洞宗の寺院。

## 概要
1741年（寛保元年）、東清海本大和尚によって開山された。元々は甲斐国山梨郡（現・山梨県山梨市）に位置していた。
大正初期、東京府南葛飾郡寺島村の一部だった当地の開発のために道路を建設することになり、工事の無事を祈るべく豊川稲荷から分霊を勧請し「玉ノ井稲荷」を創建した。
その後、当地は私娼街「玉の井」として急激に発展して人口が増えたため、地域住民の要望により寺を建てることになった。そこで、当寺を移転することになり、その際に玉ノ井稲荷を合祀した。
寺本体よりも稲荷神を祀った祠の方が先だったという経緯から、通称の「玉ノ井稲荷」の方がよく知られている。
しかし1945年（昭和20年）の東京大空襲で灰燼に帰した。そして1954年（昭和29年）に向島広小路にあった「身代り不動尊」を合祀した際に、不動尊を安置していた堂宇を移築して当寺の本堂とした。
平成になり、本堂の老朽化と真言宗式の建築で曹洞宗の当寺としては何かと不便だったことから、2007年（平成19年）に建物を新築した。

## 交通アクセス
- 鐘ヶ淵駅より徒歩6分。